# Броненосці типу «Колоссус»
Лінійні кораблі типу «Колоссус» були британськими баштовими броненосцями, які служили у Королівському флоті епохи Вікторії з 1882 року. Це були перші британські військові кораблі, які мали нарізні казнозарядні гармати як головний калібр.

## Конструкція

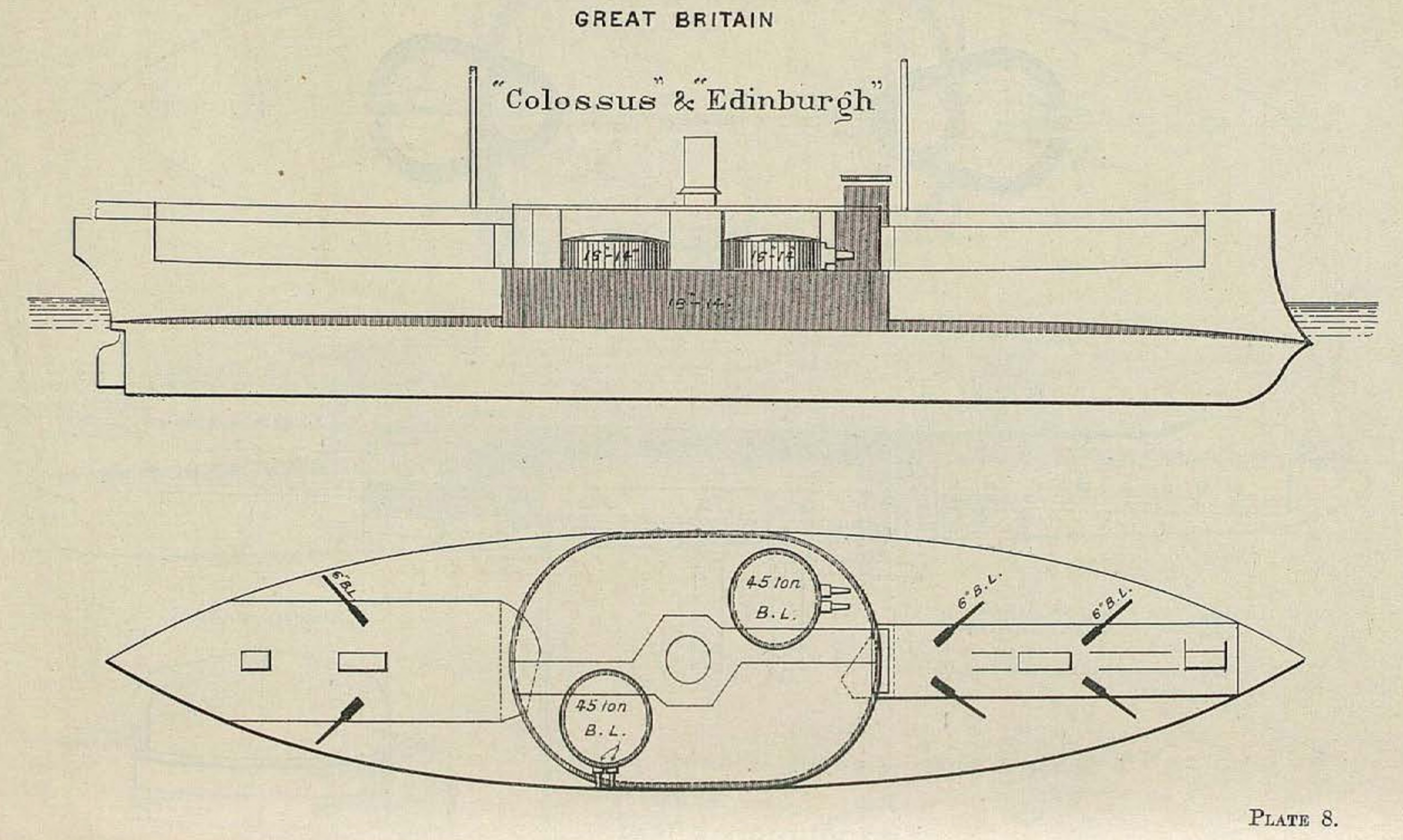
Вид справа та план броненосцфів типу «Колоссус» у Військово-морському щорічнику Брассі, 1896 рік.

По суті вони були вдосконаленими версіями типу «Аякс», з дещо більшою водотоннажністю, захистом і швидкістю, з кращими характеристиками керованості та, що найголовніше, з казнозарядною артилерією, яка замінила застарілі дульнозарядні гармати. Для них також використовували сталь, а не залізо для більшої частини конструкції корпусу, і отримали інноваційну  броню-компаунд для пояса та башт.
Ці броненосці спочатку були розроблені для того, щоб нести стандартну на той час артилерію з дульним заряджанням, тоді як європейські військово-морські сили вже кілька років були оснащені гарматами з казенним заряджанням. У той час, з історичних причин, Адміралтейство відповідало за проекти військових кораблів Королівського флоту, але Військове відомство відповідало за проектування та забезпечення морської артилерії. У 1879 році, коли будувався тип «Колоссус», 100-тонна дульно-зарядна гармата випробовувалась в Королівському арсеналі, Вулвіч, а 16-дюймові 80-тонні гармати, які призначалися для HMS Inflexible, були майже завершені. Відповідаючи на низку думок експертів, Адміралтейство послало групу старших офіцерів, щоб засвідчити та доповісти про характеристики нової казнозарядної зброї, яку виробляв Krupp в Ессені. В результаті їхнього звіту у Вулвічі взялася за виготовлення 12-ти дюймових казнозарядних гармат з механізмом казенної частини, виготовленими в Елсвіку. Тип «Колоссус» мав бути озброєний новими гарматами. Затримка в їх виготовленні значною мірою пояснює тривалий час будівництва цих.
Обидва кораблі добре пройшли ходові випробування, перевищивши свою проектну швидкість. Під час їх ходу з'явилася  «дивовижна носова хвиля, яка піднялася, як суцільна стіна, на тринадцять футів, подібної якій ніколи не спостерігалося». Водночас броненосці мали недостатню остійність, і через низький надводний борт і довгі стволи гармат, їх дула занурювалися в море під кутом 13° при наведенні на борт. Пізніше кораблі оснастили великими трюмними кілями та цистернами, що запобігти крену.
За досвідом експлуатації виявилося, що вони обидва повільно реагували на штурвал і мали великі радіуси повороту.

## Представники
| Ім'я                     | Будівельник       | Закладені            | Спущено на воду      | Завершено         | Доля                       |
| ------------------------ | ----------------- | -------------------- | -------------------- | ----------------- | -------------------------- |
| «Колоссус» HMS Colossus  | Портсмутська верф | 6 червня 1879 року   | 21 березня 1882 року | 1886 рік          | Зданий на злам у 1908 році |
| «Едінбург» HMS Edinburgh | Верф Пембрук      | 20 березня 1879 року | 18 березня 1882 року | 8 липня 1887 року | Зданий на злам у 1910 році |